# Галина (Илиноис)
Галина (енгл. Galena) град је у америчкој савезној држави Илиноис. По попису становништва из 2010. у њему је живело 3.429 становника.

## Демографија
Према попису становништва из 2010. у граду је живело 3.429 становника, што је 31 (0,9%) становника мање него 2000. године.
| Група             | 2000.         | 2010.         |
| Белци             | 3.244 (93,8%) | 3.076 (89,7%) |
| Афроамериканци    | 11 (0,3%)     | 16 (0,5%)     |
| Азијати           | 11 (0,3%)     | 20 (0,6%)     |
| Хиспаноамериканци | 175 (5,1%)    | 284 (8,3%)    |
| Укупно            | 3.460         | 3.429         |